# Pura Mekar
Pura Mekar is een bestuurslaag in het regentschap Lampung Barat van de provincie Lampung, Indonesië. Pura Mekar telt 3629 inwoners (volkstelling 2010).